# 14. sekretariát ústředního výboru Komunistické strany Číny
14. sekretariát ústředního výboru Komunistické strany Číny (čínsky v českém přepisu Čung-kuo kung-čchan-tang ti-š’-s’-ťie čung-jang šu-ťi-čchu, pchin-jinem Zhōngguó Gòngchǎndǎng dìshísìjiè Zhōngyāng Shūjichù, znaky 中国共产党第十四届中央书记处) byl v letech 1992–1997 skupinou několika členů ústředního výboru Komunistické strany Číny, která byla částí širšího vedení Komunistické strany Číny.
Čtrnáctý sekretariát byl zvolen 19. října 1992 na první zasedání 14. ústředního výboru zvoleného na závěr XIV. sjezdu KS Číny. Sekretariát sestával z pěti (později sedmi) osob – vedl jej Chu Ťin-tchao jako výkonný tajemník, členy sekretariátu byli dále Ting Kuan-ken, Wej Ťien-sing, Wen Ťia-pao a Žen Ťien-sin. V září 1994 členové ústředního výboru zvolili tajemníky sekretariátu ještě Wu Pang-kuoa a Ťiang Čchun-jüna. Původní pětice tajemníků pracovala ve stranickém aparátu, Chu Ťin-tchao vedl sekretariát a ústřední stranickou školu, Ting Kuan-ken řídil oblast ideologie a propagandy, Wej Ťien-sing stál v čele stranické ústřední kontrolní a diciplinární komise (ale vedl i čínské odbory a roku 1995 převzal řízení pekingské stranické organizace poté, co byl dosavadní tajemník pekingského výboru komunistické strany odovolán kvůli korupci), Wen Ťia-pao působil ve vedoucích skupinách ÚV pro ekonomiku a finance a pro venkov a Žen Ťien-sin vedl stranickou ústřední politickou a právní komisi (a také předsedal nejvyššímu soudu Čínské lidové republiky). Tajemníci zvolení roku 1994 byli od jara 1995 místopředsedy vlády, v níž odpovídali za průmyslovou (Wu Pang-kuo), resp. zemědělskou (Ťiang Čchun-jün) politiku.

## Složení sekretariátu
Jako úřad je uvedeno zaměstnání a funkce vykonávané v době členství v sekretariátu.
VSLZ a ČLPPS jsou Všečínské shromáždění lidových zástupců a Čínské lidové politické poradní shromáždění.
| Minulé období                                 | Jméno                                        | Rok narození                                 | Úřady a funkce | Úřady a funkce                                              | Úřady a funkce                               | Další období                                 |
| Minulé období                                 | Jméno                                        | Rok narození                                 | civilní stranické | civilní státní a jiné                                       | vojenské                                     | Další období                                 |
| Výkonný tajemník sekretariátu, od října 1992  | Výkonný tajemník sekretariátu, od října 1992 | Výkonný tajemník sekretariátu, od října 1992 | Výkonný tajemník sekretariátu, od října 1992 | Výkonný tajemník sekretariátu, od října 1992                | Výkonný tajemník sekretariátu, od října 1992 | Výkonný tajemník sekretariátu, od října 1992 |
| --------------------------------------------- | -------------------------------------------- | -------------------------------------------- | --- | ----------------------------------------------------------- | -------------------------------------------- | -------------------------------------------- |
| –                                             | Chu Ťin-tchao 胡锦涛                         | 1942                                         | člen stálého výboru politbyra, ředitel Ústřední stranické školy (od února 1993) |                                                             |                                              | 15., 16., 17. politbyro, 15. sekretariát     |
| Ostatní tajemníci sekretariátu, od října 1992 |                                              |                                              | |                                                             |                                              |                                              |
| 13. politbyro, 13. sekretariát                | Ting Kuan-ken 丁关根                         | 1929                                         | člen politbyra, předseda ústřední komise pro řízení výstavby duchovní civilizace (od dubna 1997), vedoucí ústřední vedoucí skupiny pro propagandu a ideologii, vedoucí oddělení propagandy ÚV                     |                                                             |                                              | 15. politbyro, 15. sekretariát               |
| –                                             | Wej Ťien-sing 尉健行                         | 1931                                         | člen politbyra, tajemník Ústřední komise pro kontrolu disciplíny, tajemník pekingského městského výboru (od září 1995)                                                                                            | předseda Všečínské federace odborů                          |                                              | 15. politbyro, 15. sekretariát               |
| 13. sekretariát                               | Wen Ťia-pao 温家宝                           | 1942                                         | kandidát politbyra, vedoucí Hlavní kanceláře ÚV (do března 1993), generální sekretář ústřední vedoucí skupiny pro ekonomiku a finance (od 1993), zástupce vedoucího ústřední vedoucí skupiny pro venkov (od 1993) |                                                             |                                              | 15., 16., 17. politbyro, 15. sekretariát     |
| –                                             | Žen Ťien-sin 任建新                          | 1925                                         | člen ÚV, tajemník ústřední politické a právní komise | předseda Nejvyššího lidového soudu ČLR                      |                                              | –                                            |
| Tajemníci sekretariátu zvolení v září 1994    |                                              |                                              | |                                                             |                                              |                                              |
| –                                             | Wu Pang-kuo 吴邦国                           | 1941                                         | člen politbyra | místopředseda Státní rady (od března 1995, pro průmysl)     |                                              | 15., 16., 17. politbyro                      |
| –                                             | Ťiang Čchun-jün 姜春云                       | 1930                                         | člen politbyra | místopředseda Státní rady (od března 1995, pro zemědělství) |                                              | 15. politbyro                                |